# Casau
Casau es una población del municipio de Viella y Medio Arán que cuenta con 72 habitantes, situado en la comarca del Valle de Arán en el norte de la provincia de Lérida (España). 
Dentro del Valle de Arán forma parte del tercio de Castiero.
Se encuentra a una altitud de 1103 metros, situado sobre las poblaciones de Gausach y la capital del Valle de Arán (Viella). Se encuentra en las faldas del Montcorbison, cerca del mismo discurre el barranco de Casau, la población de Casau tiene unas vistas privilegiadas sobre el Medio y Alto Arán.

## Monumentos y lugares de interés

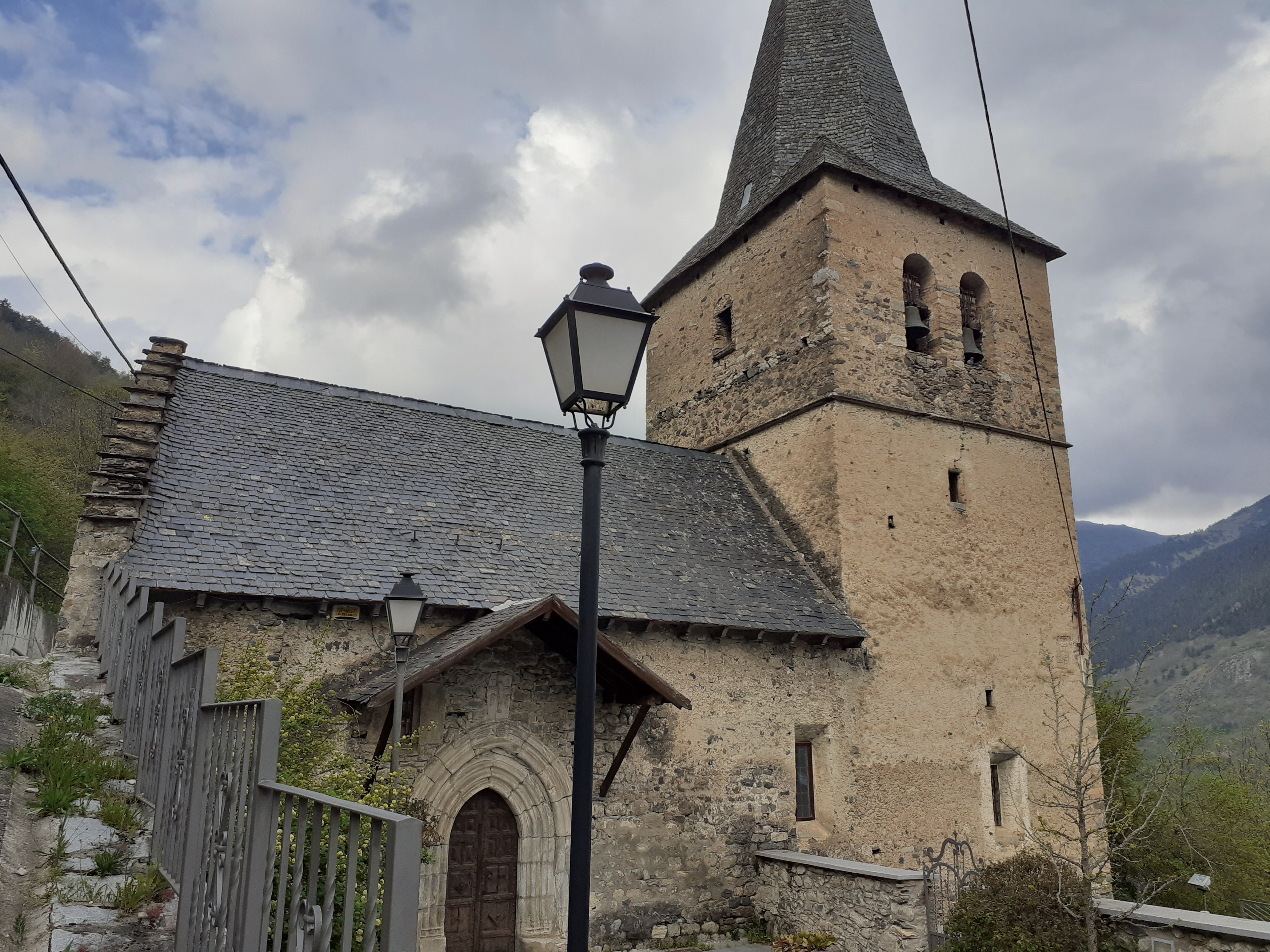
Iglesia de San Andrés de Casau

- Iglesia de San Andrés, de estilo románico-gótico, construida entre los siglos XII, XV y XVII.[3]